# Infernal
Infernal — компьютерная игра в жанре шутер, разработанная польской компанией Metropolis Software и выпущенная Playlogic Entertainment для Microsoft Windows в 2007 году. Консольный порт под названием Infernal: Hell’s Vengeance вышел в июне 2009 года для Xbox 360.
В России игра была выпущена компанией Акелла 18 апреля 2007 года под названием Infernal: Дьявольщина.

## Геймплей
Как и в других шутерах, игроку противостоят компьютерные противники, использующие разнообразные виды оружия. Однако ввиду развития игрового сюжета он кроме огнестрельного оружия, использует «адские» способности: телепортация, демоническое зрение, усиление оружия с помощью огня, высасывание душ из поверженных врагов и невидимость при выполнении перекатов.
Кроме обычных противников, герой также сталкивается с игровыми боссами, каждый из которых имеет свои слабые и сильные стороны.

## Сюжет
Сюжет повествует о многовековой вражде Рая и Ада. Агент Райан Леннокс, в прошлом бывший архангелом, теперь работает на Сатану. Силы Света, не довольны этим, поэтому устроили за Самаэлем (таково настоящее имя Райана) настоящую охоту. Что, впрочем, не так уж и просто — «в Аду» Леннокс обучился целой куче мощных способностей

## Рецензии
| Сводный рейтинг | Сводный рейтинг | Сводный рейтинг |
| Издание         | Оценка          | Оценка          |
| Издание         | PC              | Xbox 360        |
| --------------- | --------------- | --------------- |
| GameRankings    | 60,86 %         | 38,59 %         |

Крупнейший российский портал игр Absolute Games поставил игре 66 %. Обозреватель отметил интересный игровой процесс, а в недостатки отнёс слабый сюжет. Вердикт: «Все-таки польские разработчики умеют удивлять. Взять, например, Painkiller. Брутальная, динамичная и сбалансированная мясорубка мгновенно приковала взгляды игроков. И с Infernal, как казалось поначалу, должно было произойти что-то подобное. К сожалению, сейчас, если посмотреть на неё трезво, становится очевидным диагноз — в общем-то, безмозглый, помпезный, смазливый и пустой боевик, корчащий из себя блокбастер. Однако при прохождении об этом иногда забываешь..».
Журнал Игромания поставил игре 5.5 баллов из 10-ти, сделав следующее заключение: «В итоге — очередная классная идея, загубленная слабой реализацией. В Metropolis Software не нашлось людей, которые развили бы сюжет и добавили к нему динамичный экшен. Сил хватило только на потрясающие спецэффекты да оригинальную идею с пси-способностями.».